# 卡斯泰尔萨拉桑区
卡斯泰尔萨拉桑区（法語：Arrondissement de Castelsarrasin），是法国奥克西塔尼大区塔恩-加龙省所辖的一个区。总面积1602平方公里，总人口77750，人口密度49人/平方公里（2017年）。主要城镇为卡斯泰尔萨拉桑。

## 辖区
卡斯泰尔萨拉桑区辖有103个市镇。